# 斯坦尼斯拉夫·梅德日克
斯坦尼斯拉夫·梅德日克（1966年4月4日—），斯洛伐克男子冰球运动员。他曾代表斯洛伐克国家队参加1994年冬季奥林匹克运动会冰球比赛，获得第6名。